# Vauxhall Motors
A Vauxhall Motors, marca britânica de automóveis, faz parte do grande grupo Stellantis, ao lado de marcas como Opel, FIAT, Peugeot e Citroën. Essa união estratégica permitiu que a Vauxhall compartilhasse plataformas, tecnologias e recursos com suas marcas irmãs, resultando em uma maior eficiência e agilidade na produção de novos modelos.

Embora a Vauxhall e a Opel sejam marcas distintas, ambas oferecem uma linha de veículos praticamente idêntica, com pequenas diferenças estéticas para atender às preferências dos consumidores de cada mercado. A Vauxhall, com sua forte presença no Reino Unido, e a Opel, líder de mercado na Alemanha, complementam-se e fortalecem a posição do grupo Stellantis na Europa.

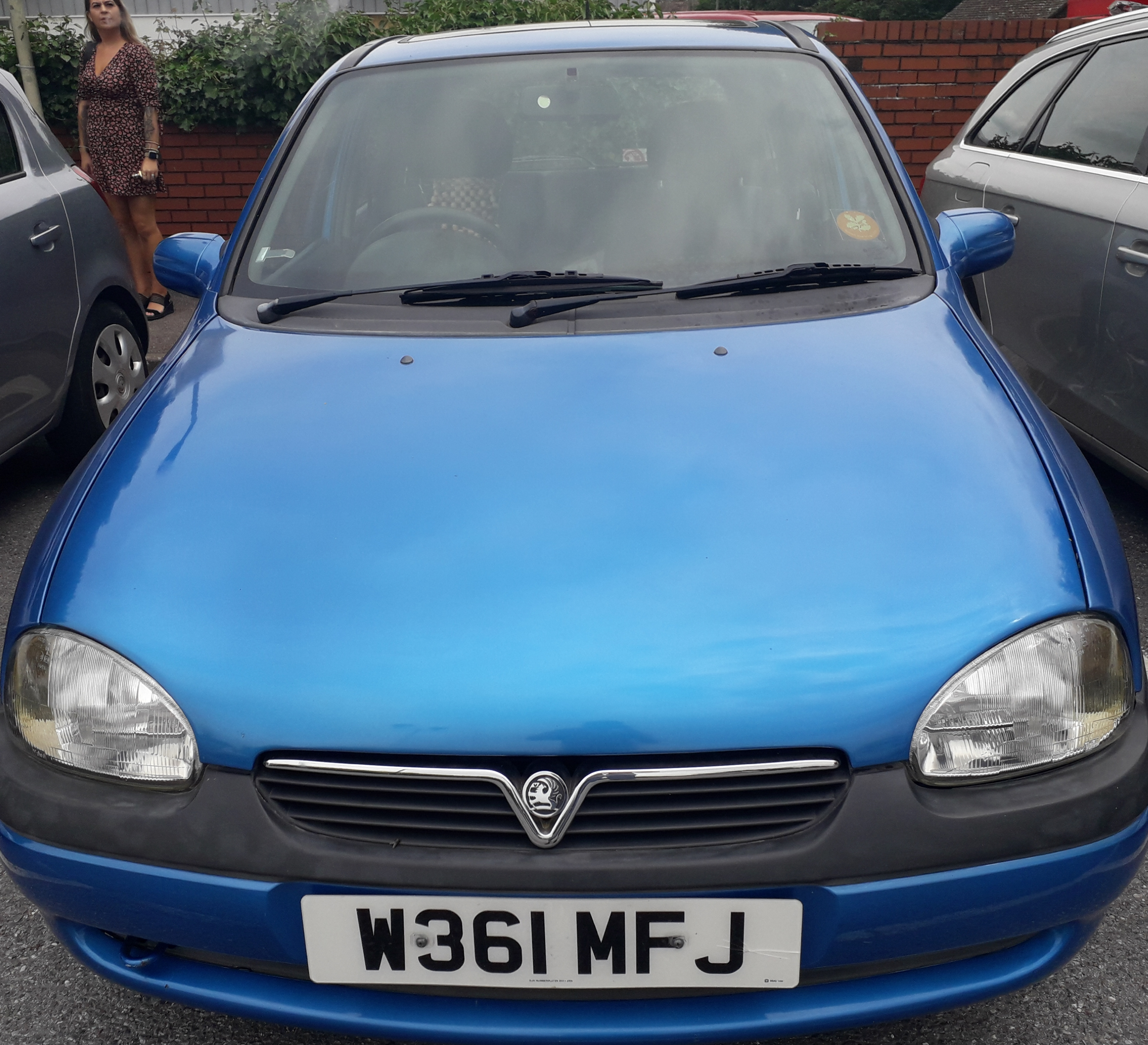
A globalização da indústria automobilística é evidente no exemplo do Vauxhall Corsa da segunda geração. Enquanto na Grã-Bretanha o modelo era comercializado com volante à direita e a identidade visual da Vauxhall, no Brasil ele foi adaptado para atender às especificações da Chevrolet, com volante à esquerda e ajustes para o mercado local.

Com uma história que se estende por mais de um século, a Vauxhall continua a inovar e a oferecer aos seus clientes veículos seguros, eficientes e conectados. A marca é reconhecida por sua qualidade e confiabilidade, valores que são compartilhados por todas as marcas do grupo Stellantis.